# 豸部
豸部（）は、漢字を部首により分類したグループの一つ。
康熙字典214部首では153番目に置かれる（7画の7番目、酉集の7番目）。

## 概要

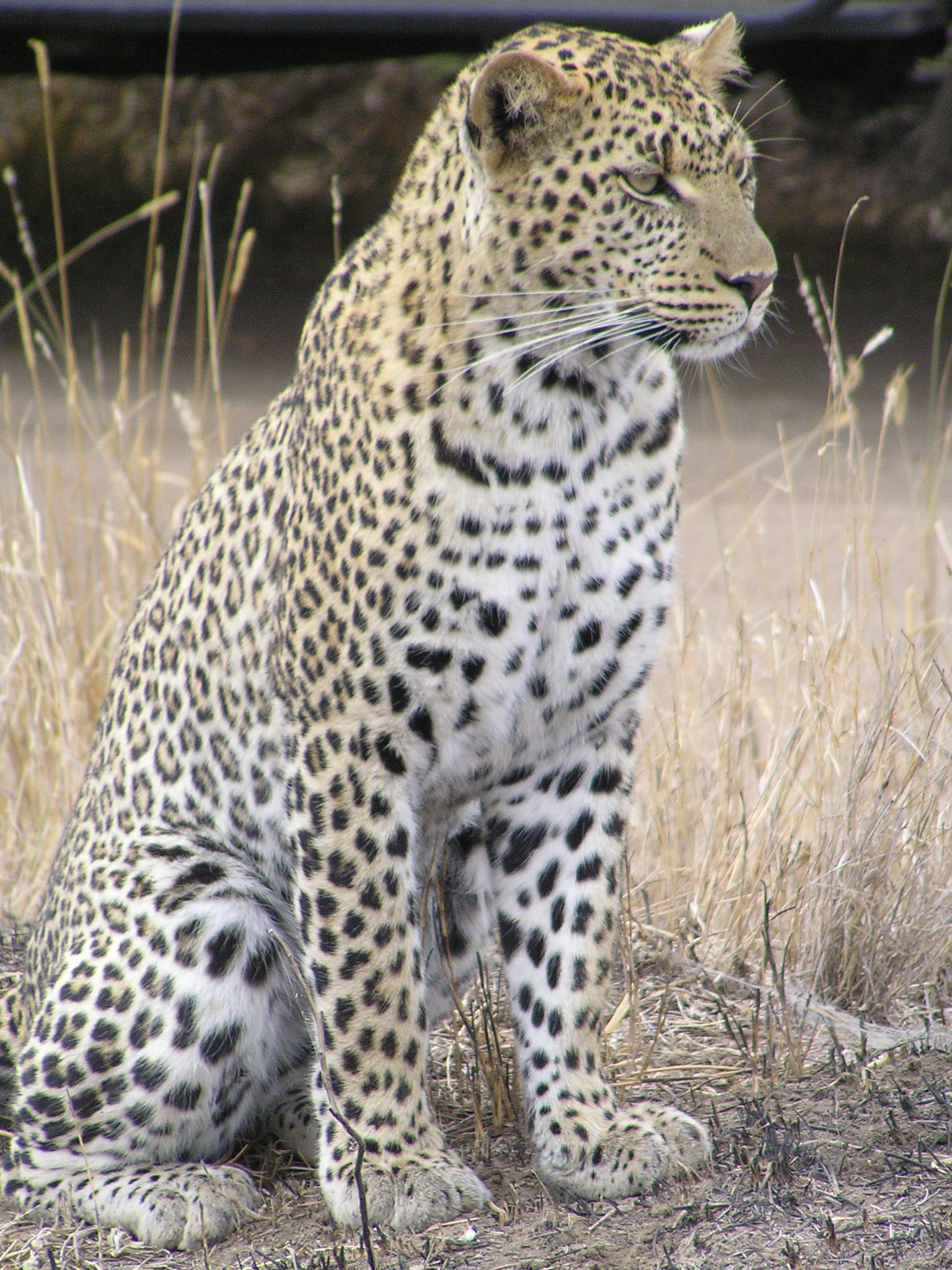
豹

「豸」字は『説文解字』によると長い背骨を持ち、くねくねと動く獣であり、獲物を狙って殺そうとしている形に象るという。古文字を見ると、大きな口を長い身体の上に置いた形である。
また『爾雅』釈蟲によれば、ムシのうち脚があるものが「蟲」、脚の無いものが「豸」であるという。このため「蟲豸」でムシを総称した。
また「獬豸」（かいち）という伝説上の善悪を裁く神獣の簡称であり、古代の司法官が被った冠を「豸冠」と呼んだ。
偏旁の意符としては猛獣に関することを示す。左側の偏の位置に置かれ、左右構造を構成する。
獣を表す「犭」と意味が似て、時に「猫」と「貓」、「狸」と「貍」のように異体字を作るが、「豸」は獣の中でも鋭い爪をもっていたり攻撃性が高いことを示している。
豸部はこのような意符を構成要素に持つ漢字を収める。また「貌」字のように声符の「豹」の省略形によって作られた字も収めている。

## 部首の通称
- 日本：むじなへん（「貉」（ムジナ）の偏であることから）
- 韓国：갖은돼지시부（gajeun dwaeji si bu、色々な豕の部、「豕」字に似ていることから）
- 英米：Radical Badger（「貉」字から）

## 部首字
豸
- 中古音
  - 広韻 - 1.池爾切、紙韻、上声 2.宅買切、蟹韻、上声（獬豸の意）
  - 詩韻 - 1.紙韻、上声 2.蟹韻、上声
  - 三十六字母 - 澄母
- 現代音
  - 普通話 - ピンイン：zhì 注音：ㄓˋ ウェード式：chih4
  - 広東語 - Jyutping:zi6 イェール式:ji6
- 日本語 - 音：1.チ（漢音）2.タイ（漢音）
- 朝鮮語 - 音：치(chi) 訓：발 없는 벌레（bal eomneun beolle、足のないムシ）・해태（haetae、獬豸）

## 例字
- 豸
  - 3:豺・豹、5:貂、6:貅・貉・貊、7:貌、10:貘・貔